# 東京通信大学の人物一覧
東京通信大学の人物一覧（とうきょうつうしんだいがくのじんぶついちらん）は、東京通信大学に関係する人物の一覧記事。

## 著名な教職員

### 情報マネジメント学部
- 筧捷彦（情報マネジメント学科教授） - 計算基盤・情報学基礎・情報学フロンティア
- 浜日出夫（情報マネジメント学科教授） - 理論社会学・メディア論

### 人間福祉学部
- 高木美也子（人間福祉学科教授） - 生命倫理学・生命科学
- 田中英樹（人間福祉学科教授） - 社会福祉学・ソーシャルワーク・精神保健福祉・地域福祉
- 増田雅暢（人間福祉学科教授） - 法学・政治学・社会福祉学

### かつて所属した教職員
- 佐久間孝正（人間福祉学科教授） - 社会学
- 重村智計（情報マネジメント学科教授） - 政治学・歴史・メディア（新聞記者実務）に関する実務